# Monsieur Suzuki
Pour plus de détails, voir Fiche technique et Distribution.
Monsieur Suzuki est un film d'espionnage français de Robert Vernay sorti en 1960.

## Synopsis
Suzuki, un agent secret japonais, est envoyé à Versailles afin de démasquer un certain Klauss qui doit recevoir des documents volés en Arabie saoudite.

## Fiche technique
- Titre : Monsieur Suzuki
- Réalisation : Robert Vernay
- Scénario : Robert Vernay et Roger Saltel, d'après le roman de Jean-Pierre Conty
- Photographie : Jacques Mercanton
- Montage : Hélène Basté
- Décors : Claude Bouxin
- Musique : Louiguy
- Production : Yves Mayet et Élysée Films
- Pays d’origine :  France
- Format : Noir et blanc, 1,66 : 1, Spherical, 35 mm
- Genre : Fiction, Espionnage
- Durée : 98 minutes
- Date de sortie : 
  - France - 10 février 1960
- Affiche : Jouineau Bourduge (France)

## Distribution
- Jean Thielment : Monsieur Suzuki
- Ivan Desny : Klauss Stankovitch
- Pierre Dudan : Commissaire Laurent
- Jean Tissier : Ulrich
- Claude Farell : Françoise Girène
- Maurice Teynac : le virtuose
- Danielle Godet : Gina
- Robert Dalban : le marinier
- Yves Barsacq : un policier
- Don Ziegler : l'inspecteur Axelrod
- Célina Cély : la femme de chambre
- Claire Chevalier
- Gabrielle Fontan
- Jacques Marin
- Max Montavon
- Pierre Ferval
- Jean Sylvère
- Pierre Brice
- Louis Saintève
- René Lefevre-Bel
- Jean-Louis Le Goff
- André Dalibert
- Jacqueline Marbaux
- Robert Chandeau
- Georges Demas
- France Asselin
- Madeleine Ganne
- Alain Quercy
- Henri Coutet
- Liliane Brousse